# Strike Commando 2
Strike Commando 2 (italiensk originaltitel: Trappola diabolica, svensk alternativ titel: Utan Återvändo) är en italiensk film från 1988.

## Rollista (i urval)
- Brent Huff − Sergeant Michael Ransom
- Richard Harris − Major Vic Jenkins
- Mel Davidson − Kpt. Sved "Kramet" Komisky
- Mary Stavin − Rosanna Boom
- Vic Diaz − Huan To